# Athanásios Eftaxías
Athanásios Eftaxías, no alfabeto grego Αθανάσιος Ευταξίας, (1849 — 1931) foi um político da Grécia. Ocupou o cargo de primeiro-ministro da Grécia de 19 de Julho de 1926 até 23 de Agosto de 1926.

## Vida
Filho de um padre, depois de estudar, iniciou sua carreira política ao ser eleito para a Assembleia Nacional. Mais tarde foi Ministro das Finanças de agosto de 1909 a janeiro de 1910 e também Ministro do Interior de janeiro a outubro de 1910 nos gabinetes de Kiriakoulis Mavromichalis e Stephanos Dragoumis. Em setembro de 1922 foi novamente Ministro das Finanças no gabinete interino de Nikolaos Triantafyllakos.
De 19 de julho a 23 de agosto de 1926, foi primeiro-ministro de um governo interino.